# Neauphlette
Neauphlette és un municipi francès, situat al departament d'Yvelines i a la regió de Illa de França. L'any 2007 tenia 916 habitants.
Forma part del cantó de Bonnières-sur-Seine, del districte de Mantes-la-Jolie i de la Comunitat de comunes Les Portes de l'Île-de-France.

## Demografia

### Població
El 2007 la població de fet de Neauphlette era de 916 persones. Hi havia 288 famílies, de les quals 32 eren unipersonals (16 homes vivint sols i 16 dones vivint soles), 76 parelles sense fills, 172 parelles amb fills i 8 famílies monoparentals amb fills.
La població ha evolucionat segons el següent gràfic:
Habitants censats

### Habitatges
El 2007 hi havia 316 habitatges, 289 eren l'habitatge principal de la família, 18 eren segones residències i 8 estaven desocupats. 313 eren cases i 3 eren apartaments. Dels 289 habitatges principals, 269 estaven ocupats pels seus propietaris, 16 estaven llogats i ocupats pels llogaters i 4 estaven cedits a títol gratuït; 3 tenien dues cambres, 14 en tenien tres, 56 en tenien quatre i 216 en tenien cinc o més. 253 habitatges disposaven pel capbaix d'una plaça de pàrquing. A 106 habitatges hi havia un automòbil i a 175 n'hi havia dos o més.

### Piràmide de població
La piràmide de població per edats i sexe el 2009 era:
| Homes | Edats   | Dones |
| ----- | ------- | ----- |
| 0     | 95 o +  | 0     |
| 0     | 90 a 94 | 0     |
| 0     | 85 a 89 | 4     |
| 0     | 80 a 84 | 0     |
| 4     | 75 a 79 | 0     |
| 4     | 70 a 74 | 8     |
| 16    | 65 a 69 | 16    |
| 20    | 60 a 64 | 0     |
| 16    | 55 a 59 | 44    |
| 28    | 50 a 54 | 28    |
| 20    | 45 a 49 | 28    |
| 28    | 40 a 44 | 40    |
| 60    | 35 a 39 | 44    |
| 36    | 30 a 34 | 36    |
| 12    | 25 a 29 | 16    |
| 8     | 20 a 24 | 16    |
| 44    | 15 a 19 | 20    |
| 48    | 10 a 14 | 40    |
| 36    | 5 a 9   | 32    |
| 36    | 0 a 4   | 20    |

## Economia
El 2007 la població en edat de treballar era de 605 persones, 459 eren actives i 146 eren inactives. De les 459 persones actives 440 estaven ocupades (237 homes i 203 dones) i 19 estaven aturades (11 homes i 8 dones). De les 146 persones inactives 34 estaven jubilades, 65 estaven estudiant i 47 estaven classificades com a «altres inactius».

### Ingressos
El 2009 a Neauphlette hi havia 283 unitats fiscals que integraven 887,5 persones, la mediana anual d'ingressos fiscals per persona era de 22.778 €.

### Activitats econòmiques
Dels 28 establiments que hi havia el 2007, 2 eren d'empreses extractives, 1 d'una empresa de fabricació de material elèctric, 1 d'una empresa de fabricació d'altres productes industrials, 4 d'empreses de construcció, 11 d'empreses de comerç i reparació d'automòbils, 1 d'una empresa de transport, 1 d'una empresa financera, 1 d'una empresa immobiliària, 5 d'empreses de serveis i 1 d'una empresa classificada com a «altres activitats de serveis».
Dels 6 establiments de servei als particulars que hi havia el 2009, 1 era un taller de reparació d'automòbils i de material agrícola, 1 taller d'inspecció tècnica de vehicles, 1 paleta, 1 guixaire pintor, 1 lampisteria i 1 empresa de construcció.
Dels 2 establiments comercials que hi havia el 2009, 1 era una llibreria i 1 una joieria.
L'any 2000 a Neauphlette hi havia 11 explotacions agrícoles.

## Poblacions més properes
El següent diagrama mostra les poblacions més properes.